# Gasela de Przewalski
La gasela de Przewalski (Procapra przewalskii) és un membre de la família dels bòvids que, en estat salvatge, només es troba a la Xina. Antigament tenia una gran extensió, però la seva distribució actual es redueix a sis poblacions a prop del llac Qinghai.
Fou anomenada en honor del naturalista i explorador rus Nikolai Prjevalski.